# Jacqueline Mesnil-Amar
Jacqueline Mesnil-Amar (Paris 16e, 23 avril 1909 - Paris 6e, 19 avril 1987) est une survivante juive de la Shoah, auteure de plusieurs livres sur ces années. Née dans une famille bourgeoise assimilée, elle insiste en particulier sur sa rejudaïsation forcée.

## Éléments biographiques
Jacqueline Perquel naît à Paris le 23 avril 1909, dans une famille juive lorraine assimilée qui n'a plus qu'un rapport très lointain avec le judaïsme. Son père, un financier, est le propriétaire du journal Le Capital.
Le 9 février 1930, elle épouse André Amar à la Synagogue de la Victoire, un jeune normalien issu d’une famille juive de banquiers originaire de Salonique, lui aussi totalement déjudaïsé. Ce mariage ne l'empêche pas de continuer ses études et d'obtenir une licence de littérature comparée à la Sorbonne.

### Pendant la guerre
En 1940, Jacqueline rejoint son mari démobilisé à Vichy, et le suit à Aix-les-Bains, puis à Marseille. Le couple, choqué par les lois anti-juives de Vichy, prend part à la création d'un journal sioniste, Chem. Il est impuissant à obtenir la libération de leurs parents, restés à Paris et internés à Drancy. Leurs parents, les grands-parents d'André et son frère Emmanuel meurent à Auschwitz.
En 1942, André Amar entre en résistance et rejoint l'Organisation Juive de Combat. Il est arrêté le 18 juillet 1944 et déporté dans le dernier convoi qui part pour les camps le 17 août. Il réussit à s'évader, et regagne Paris  tout juste libéré quelques jours plus tard. Pendant ce temps, Jacqueline erre de cache en cache, multiplie vainement les démarches pour faire libérer son mari. De l'arrestation de son mari par la Gestapo à son retour à Paris après son évasion à Morcourt, près de Saint-Quentin en compagnie d'une quinzaine de déportés, le 25 aout 1944, Jacqueline Amar rédige un journal intime. Elle y couche la peur que son mari soit torturé et mis à mort.  Elle raconte aussi ses années d'insouciance, sa redécouverte de son identité juive, malgré elle : « On nous a faits juifs, lentement, du dehors, nous qui l'avions si bien oublié », la joie des Parisiens lors de libération de Paris à laquelle elle ne peut s'associer.
Les évadés du groupe d'André Amar décident de créer le Service Central des Déportés Israélites (SCDI), afin de centraliser toutes les informations que l'on pourrait obtenir sur les déportés et leurs familles. Jacques Lazarus est secrétaire général SCDI. Des bureaux de la banque Amar, boulevard Haussmann, sont mis à disposition par André Amar. Un bulletin mensuel est édité sous la direction de Jacqueline, sous le nom de Jacqueline Mesnil ou Mesnil-Amar. Elle y publie des textes dont une sélection constitue la deuxième partie de son livre Ceux qui ne dormaient pas, partie intitulée Des temps tragiques aux temps difficiles, dans lesquelles elle évoque en particulier les témoignages des déportés de retour à Paris, accueillis à l'Hôtel Lutetia réquisitionné par De Gaulle. Les textes inclus dans son livre s'intitulent :
- Nous sommes tous responsables (15 novembre 1944).
- Pour eux (15 décembre 1944).
- "Pas un deuil, pas une larme en vain" (15 mai 1945).
- Ceux qui dorment la nuit (20 septembre 1945).
- "Une enfance perdue et retrouvée" (5 mai 1946).

### Après-guerre
En 1957, elle publie son livre Ceux qui ne dormaient pas. Le Journal des temps tragiques écrit entre ce 18 juillet et le 25 août 1944 constitue la première partie de ce livre et Des temps tragiques aux temps difficiles la seconde partie, qui commence par une préface qu'elle écrit en 1957. Le livre n'obtient aucun succès à l'époque mais est réédité en 2009.
Elle continue à écrire pour des revues : Europe, Les Cahiers du Sud, la Revue de la pensée juive, Les Nouveaux Cahiers. Elle se consacre particulièrement aux  thèmes juifs dans la littérature française, aux écrivains d'origine juive et aux personnages juifs dans les œuvres de Balzac ou d'Anatole France.
En 1976, Jacqueline Mesnil-Amar publie un témoignage autobiographique dans les Nouveaux cahiers (publication de l'Alliance israélite universelle) intitulé, Nous étions les juifs de l'oubli. Elle y évoque ses illusions de jeune bourgeoise déjudaïsée: «  Les nazis ont beaucoup simplifié les choses, ils nous ont saisis dans nos vêtements d'assimilés, dans notre beau costume de l'oubli ancestral, [...] et nos belles robes de la IIIe République, et nos pères avec toutes leurs médailles de la Marne et de Verdun, et ce n'est pas en vain qu'ils déshabillaient les condamnés avant de les pousser, tous ensemble, dans les fours : ils les prenaient Français, habillés en Françççais {sic !}, et les faisaient mourir nus… C'est-à-dire juifs ! C'est-à-dire rien ! »
Jacqueline Mesnil-Amar est morte à Paris, le 19 avril 1987.

## Œuvres
Ceux qui ne dormaient pas a été réédité chez Stock en 2009 avec une préface de Pierre Assouline et a été salué par la critique littéraire pour la qualité de son écriture. Il reçoit le Grand prix de l'héroïne Madame Figaro en 2009.  Il est également édité en Livre de Poche en 2010. En octobre 2015, il est édité en anglais chez Persephone Books Ltd sous le titre Maman, What are We Called Now?.

## Œuvre
- Ceux qui ne dormaient pas, éditions de Minuit, 1957 (réédité chez Stock en 2009 et en Livre de Poche en 2010).